# I A.M.
I A.M.（あいあむ）は、2010年10月4日から2015年3月31日までJ-WAVEで放送されていたラジオ番組。

## 概要
13年半にわたって放送されたBOOM TOWNに代わり、月曜から木曜の午前中に放送される。
番組タイトルの「I A.M.」は「私は○○です」を意味する英語「I am ○○」と午前中を表す英語「A.M.」を掛け合わせている。この「I am ○○」は番組内のコーナー「CLOSE TO YOU」のコンセプトにもなっている。
一部コーナー、およびスポンサーはBOOM TOWNから引き継ぐ。
2011年3月31日まではBrandnew Jでも放送されていた。

## 放送時間
- 月曜 - 木曜 9:00 - 11:30

## ナビゲーター
- 藤原恵子（2012年10月1日 - 2015年3月31日）

### 過去のナビゲーター
- 宮本絢子（2010年10月4日 - 2012年9月27日）

2010年9月まで、日曜のHAPPINESSを担当していた。産休のため降板。

## 主なコーナー
- 9:15　SIGN OF THE TIMES

トレンド、エンタメなど様々な分野のトピックスを紹介。
番組開始時から2011年3月10日までは前番組から引き続き東京電力のスポンサーで、「TEPCO SIGN OF THE TIMES」として放送されていたが、東日本大震災による福島第一原子力発電所事故などの影響でスポンサーを降板した。
2014年3月28日までは六甲バターのスポンサーで、「Q・B・B Cheese Dessert SIGN OF THE TIMES」として放送されていた。
- 9:35　PRECIOUS WORDS

歴史上の人物や著名人の言葉、名曲の歌詞などの中から、日々の生活に少しの勇気と元気を与えてくれる「輝きの言葉」を紹介する。
2012年10月1日より、SIGN OF THE TIMESとPRECIOUS WORDSの時間帯が入れ替えとなった。
番組開始時から2014年9月までは講談社のスポンサーで、「KODANSHA PRECIOUS WORDS」として放送されていた。
- 10:15　MY FIT MOVIES

HEART STRINGSに代わり、2014年3月31日から開始。
- 10:34　CHECK THE HOT 100
- 10:40　CLOSE TO YOU

週替わりで各界で活躍するゲストを迎えて、ゲストの「I am ○○」（色々な素顔や意外な一面など。「I am」の後のテーマは日替わり）を聞く。
- 11:10　7-ELEVEN FAVORITE DISH

## 過去のコーナー
- Blendy HEART STRINGS

前番組BOOM TOWNから継続して放送されていたコーナー。2014年3月28日まで放送。